# بولتن، میسیسیپی
بولتن (به انگلیسی: Bolton) شهرکی در ایالت میسیسیپی کشور ایالات متحده آمریکا است که جمعیت آن در سرشماری سال ۲۰۱۰ میلادی، ۵۶۷
نفر بوده‌است.